# Liutprand av Cremona
Liutprand (Liutbrand, Liudprand) var en italiensk historieskrivare under 900-talet. 
Liutprand härstammade från en förnäm langobardisk ätt och erhöll sin undervisning inte i en klosterskola, utan vid hovet i Pavia, där han vann ynnest hos kung Hugo (kung av Italien 926-947). 
Liutprands bildning fick därför en övervägande världslig och klassisk karaktär, mycket erinrande om renässansen under medeltidens sista århundraden. Sedan Berengar av Ivrea inkräktat kungadömet över Italien och blivit krönt i Pavia 949, blev Liutprand dennes kansler och sändes samma år av honom i en beskickning till Konstantinopel. 
Sedermera blev han dock oense med Berengar och i synnerhet med dennes gemål, drottning Willa. Han fann då en tillflykt vid den tyske kungen, sedermera kejsaren Otto I:s hov och skrev 958-962 en allmän historia i 6 böcker under titel Antapodosis (vedergällning), i vilken han gav luft åt sitt hat till Berengar och Willa samt sina övriga fiender. 
Arbetet omfattar tiden 888-949; det lider av bristfällig plan, grova misstag rörande äldre tider och författarens lidelsefulla partiskhet, men innehåller även många erkänt sunda omdömen. I Otto I såg Liutprand den man, som var kallad att rädda Italien från dess lidanden, och det bysantinska hovets överdrivna anspråk bemöter han med träffande skärpa. 
Även öppnar hans arbete en värdefull insikt i tidens seder och tänkesätt. Framställningssättet är i allmänhet behagligt och underhållande. Sedan Otto I blivit kung av Italien (961) och kejsare (962), användes Liutprand även av denne i offentliga uppdrag. 962 utnämndes han till biskop av Cremona, avfärdades följande år som Ottos sändebud till påven Johannes XII och bevistade den kyrkoförsamling, på vilken denne avsattes. 
De händelser, som ledde därtill, har Liutprand skildrat i en särskild historisk skrift, omfattande 960-964 (De rebus gestis Ottonis magni Imperatoris). 968 sändes Liutprand åter till Konstantinopel, denna gång för att å Otto I:s vägnar anhålla om prinsessan Theofanos hand åt hans son, sedermera kejsar Otto II. 
Även om denna beskickning har Liutprand skrivit en berättelse, som dock ej är avslutad (De legatione Constantinopolitana). Liutprands senare öden är inte kända, och hans dödsår är obekant, men 984 hade han redan en efterträdare på biskopsstolen i Cremona.